# Valoração (lógica)
Na lógica e na Teoria dos modelos, uma valoração pode ser:
- Na Lógica proposicional, uma atribuição de valores-verdade para variáveis proposicionais, com uma atribuição correspondente de valores-verdade para todas as fórmulas proposicionais com essas variáveis.
- Na Lógica de primeira ordem e lógicas de ordem superior, uma estrutura, (a interpretação) e a atribuição correspondente de um valor-verdade para cada sentença na linguagem para essa estrutura. A interpretação deve ser um homomorfismo, enquanto que a valoração é simplesmente uma função.

## Lógica Matemática
Na lógica matemática (especialmente na Teoria dos modelos), uma valoração é uma atribuição de valores-verdade para sentenças formais que seguem um esquema-verdade. Valorações são também chamadas de atribuições-verdade.
Na lógica proposicional, não existem quantificadores e fórmulas são construídas a partir de variáveis proposicionais usando conectivos lógicos. Nesse contexto, uma valoração começa com uma atribuição de um valor-verdade para cada variável proposicional. Essa atribuição pode ser estendida unicamente para uma atribuição de valores-verdade para todas as fórmulas proposicionais.
Na Lógica de primeira ordem, uma linguagem consiste de uma coleção de símbolos de constante, uma coleção de símbolos de função, e uma coleção de símbolos de relação. Fórmulas são construídas a partir de fórmulas atômicas usando conectivos lógicos e quantificadores. Uma estrutura consiste em um conjunto (domínio de discurso) que determina a abrangência dos quantificadores, juntamente com interpretações dos símbolos de constante, função e relação na linguagem. Correspondente a cada estrutura existe uma única atribuição-verdade para todas as sentenças (fórmulas que não apresentam variáveis livres) na linguagem.